# Gustav Heistermann von Ziehlberg
Gustav Heistermann von Ziehlberg (Hohensalza, 10 dicembre 1898 – Berlino, 2 febbraio 1945) è stato un generale tedesco della Wehrmacht durante la seconda guerra mondiale.

## Biografia
Ziehlberg comandò una divisione sul fronte orientale, campagna nella quale venne descritto nei rapporti come dotato di "indomita energia" e come "militare modello". Prese il comando della 65ª divisione di fanteria nel maggio del 1943 e con essa si portò a combattere in Italia. Nella penisola ebbe modo di distinguersi tristemente come freddo esecutore degli ordini di Hitler, come ad esempio la fucilazione di quattro uomini del 2º reggimento SAS impiegati nella Toscana settentrionale, il 9 settembre 1943 (Operazione Speedwell), alcune ore dopo l'annuncio dell'armistizio italiano. Egli era inoltre incline alle rappresaglie sui civili, ma il suo zelo venne messo a tacere solo con l'intervento del feldmaresciallo Rommel, supremo comandante delle forze tedesche in Italia settentrionale. Alla fine di novembre del 1943 venne ferito pesantemente nel corso di un raid aereo degli Alleati, perdendo un braccio. Dopo essersi ripreso dall'incidente, comandò una divisione di fanteria leggera sul fronte orientale.

### Il complotto del 20 luglio

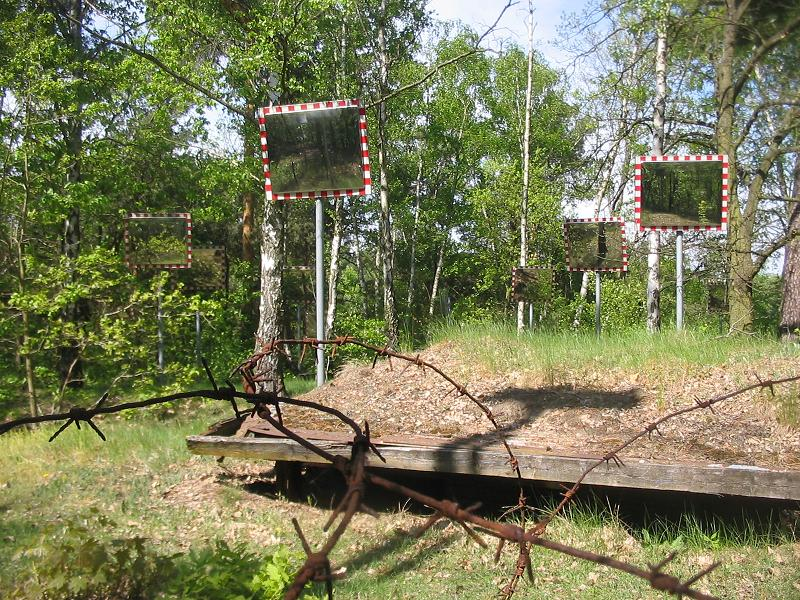
Il memoriale a Berlino.

Il 20 luglio 1944, Ziehlberg ricevette l'ordine di arrestare un ufficiale del suo staff, il maggiore Joachim Kuhn per il suo coinvolgimento nel complotto del 20 luglio per assassinare Hitler. Secondo l'accusa, infatti, Kuhn col suo amico tenente Albrecht von Hagen, avrebbe predisposto l'esplosivo consegnato a Helmuth Stieff per Claus von Stauffenberg, capo del complotto. Il 21 luglio accompagnò il generale Henning von Tresckow al fronte presso Królowy Most, dove poi Tresckow si suicidò. Kuhn negò ogni suo coinvolgimento nella vicenda. Al posto di arrestarlo, dunque, Heisterman disse a Kuhn di rinunciare ai propri incarichi e di portarsi spontaneamente a Berlino per chiarire la faccenda presso l'alto comando dell'esercito. Kuhn sfruttò quest'occasione per sfuggire e si consegnò alle forze sovietiche del 2º battaglione bielorusso al fronte, dove venne fatto prigioniero e venne interrogato dalla SMERSH, agenzia di controspionaggio.
Heisterman venne accusato di negligenza e disobbedienza agli ordini nel settembre del 1944 e venne condannato a nove mesi di prigione secondo la Reichskriegsgericht (legge di guerra tedesca), ma venne infine perdonato per il valente servizio precedentemente svolto. Tornò quindi al comando della sua divisione, ma venne nuovamente convocato a Berlino il 30 ottobre. Hitler, che lo sospettava di collaborare col generale Ludwig Beck, revocò personalmente la sua sentenza e Heisterman venne quindi arrestato per un nuovo processo. Il 21 novembre venne condannato a morte, privato di tutti i suoi onori, titoli e gradi. I giudici aprirono la seduta indicando chiaramente di essersi attenuti ai soli ordini del Führer.
Heisterman venne giustiziato il 2 febbraio 1945 da un plotone d'esecuzione della Wehrmacht in un campo di prova presso lo Stadio Olimpico di Berlino, nel distretto di Charlottenburg (attuale Westend). Gli storici sono concordi nel ritenere che questo atto, per quanto sbagliato, gli abbia risparmiato l'accusa che certamente gli Alleati gli avrebbero mosso di crimini di guerra.